# Joselu Gómez
José Luis Gómez Pérez, deportivamente conocido como Joselu (Ribeira, La Coruña, España, 10 de junio de 1987), es un  exfutbolista español. Jugaba de delantero y está actualmente sretirado después de acabar su exitosa etapa en el Racing de Ferrol.

## Trayectoria
Delantero potente de la cantera del Celta de Vigo. En 2006 pasa a formar parte de la plantilla del Celta de Vigo B, aunque no goza de demasiados minutos por culpa de Goran Maric sí que se convierte en un jugador revulsivo para el filial vigués. 
En el verano de 2008 ficha por el Lorca Deportiva CF. Tras no contar con muchas oportunidades, al jugar tan sólo cinco partidos, en el mercado de invierno se marcha al CF Reus Deportiu.  El Reus no llega a un acuerdo para su renovación. Finalmente, de la mano de su entrenador en el Reus, Ramón Calderé, el 15 de julio de 2009 se concreta su traspaso al Club Deportivo Teruel para la temporada 2009/10. Esta temporada vive un momento muy dulce, al consumarse el ascenso del equipo turolense a Segunda División B de España. Renueva una temporada más en el  C.D Teruel y en el mercado de invierno de la temporada 2010-2011 ficha por el Cerceda tras desvincularse del Teruel. Desde el año 2012 juega en el SD Compostela, haciendo 32 goles en su primera temporada, y 30 en su segunda, hasta que ficha en el 2014 por el Racing de Ferrol, en el cual ha cerrado ciclo el 30 de junio de 2023.

## Clubes
| Club                 | País   | Temporada | Partidos | Goles |
| -------------------- | ------ | --------- | -------- | ----- |
| Celta de Vigo B      | España | 2004-2005 | 14       | 0     |
| Celta de Vigo B      | España | 2005-2006 | 15       | 0     |
| Celta de Vigo B      | España | 2006-2007 | 11       | 0     |
| Celta de Vigo B      | España | 2007-2008 | 21       | 4     |
| Lorca Deportiva C.F. | España | 2008-2009 | 5        | 0     |
| C.F. Reus Deportiu   | España | 2008-2009 | -        | -     |
| C.D. Teruel          | España | 2009-2010 | -        | -     |
| C.D. Teruel          | España | 2010-2011 | 10       | 0     |
| C.C.D. Cerceda       | España | 2010-2011 | -        | -     |
| C.C.D. Cerceda       | España | 2011-2012 | -        | -     |
| S.D. Compostela      | España | 2012-2013 | 39       | 32    |
| S.D. Compostela      | España | 2013-2014 | 35       | 30    |
| Racing de Ferrol     | España | 2014-2015 | 44       | 16    |
| Racing de Ferrol     | España | 2015-2016 | 41       | 22    |
| Racing de Ferrol     | España | 2016-2017 | 40       | 18    |
| Racing de Ferrol     | España | 2017-2018 | 24       | 10    |
| Racing de Ferrol     | España | 2018-2019 | 30       | 15    |
| Racing de Ferrol     | España | 2019-2020 | 25       | 14    |
| Racing de Ferrol     | España | 2020-2021 | 24       | 5     |
| Racing de Ferrol     | España | 2021-2022 | 36       | 14    |